# Rick Riordan
Richard Russell «Rick» Riordan, Jr. (født 5. juni 1964) er en amerikansk forfatter af bøger for børn og unge.
I femten år underviste han i engelsk og historie i San Francisco og Texas, men er siden blevet forfatter på fuldtid.
Han bor i Boston med sin kone og to sønner. Han har skrevet prisbelønnede krimibøger for voksne men blev først kendt med ungdomsbøgerne om Percy Jackson, som er inspirerede af græsk mytologi.

## Serier
Riordan har skrevet flere bøger i Percy Jackson-serien:
- Lyntyven (2005)
- Uhyrernes Hav (2007)
- Titanens forbandelse (2007)
- Slaget om labyrinten (2008)
- Den sidste olymper (2009)[1]

Han skrev også The Demigod Files, som indeholder tre romaner om Percy og hans venner, og som er placeret i tiden mellem Slaget om labyrinten og Den sidste olympier. Bøgerne om Percy er blevet solgte i over 20 millioner eksemplarer i 35 lande, og har ligget på bedstsælgerlisten for børne- og ungdomsbogserier i USA i 223 uger i træk per 28. oktober 2011. Den første bog, (Percy Jackson & Lyntyven), blev filmatiseret, og film nummer to, uhyrernes hav fik premiere i august 2013. Riordan har indrømmet, at figuren Percy er baseret på hans egen søn, Haley, som selv har dysleksi og ADHD.

### Olympens helte (Kaldet Heroes of Olympus på engelsk)
En ny serie i Percy Jackson-verdenen, Heroes of Olympus, blev påbegyndt i 2010. Denne serie har nye hovedpersoner (Jason, Piper, Leo, Hazel, Frank og Reyna), og Percy, Annabeth og Nico fra den tidligere serie Rachel, Thaleia og Grover er også med som bifigurer. Disse har de engelske titler The Lost Hero (2010), The Son of Neptune (2011) og The Mark of Athena (2012), The house of hades (2013), The blood of Olympus (2014). 
- Den fortabte helt (2010)
- Neptunes søn (2011)
- Athenes udvalgte (2012)
- Hades hus (2015)
- Olympens blod (2014)

### Kanekrøniken (The Kane Chronicles)
I 2012 fuldførte Riordan en anden serie med ungdomsbøger, som omhandler egyptisk mytologi. Trilogien Kanekrøniken handler om to søskende, som opdager, at de stammer fra store egyptiske faraoer.
- Den røde pyramide (2010)
- Den flammende trone (2011)
- Slangens skygge (2012)

### Magnus Chase og guderne fra Asgård-serien (Magnus Chase and the gods of Asgard)
I 2016 skrev Riordan en anden ungdoms serie, som omhandler Nordisk mytologi. Trilogien handler om hovedpersonen ved navn Magnus Chase der opdager at han stammer fra de Nordiske guder. 
- Kampen om sommersværdet (2016)
- Thors hammer (2017)
- De dødes skib (2018)

### Apollons prøvelser-serien (Trials of Apollo)
I 2016 skrev Rick Riordan en ny serie der stadig omhandler de græske guder, men er fortalt i guden Apollon's perspektiv. Den handler om guden Apollon som er blevet forvist af sin far Zeus, kongen af alle guderne, for så at skulle leve som dødelig på jorden. Man følger hans prøvelser, som forgår i samme univers som Percy Jackson og Olymperne.
- Det skjulte orakel (2016)
- Den mørke profeti (2017)
- Den brændende labyrint (2018)
- Tyrannernes gravkammer (2019)
- Neros tårn (2021)

Alle bøgerne er originalt skrevet på engelsk, men er senere blevet oversat til dansk.